# Королевский академический оркестр
Королевский академический оркестр (швед. Kungliga Akademiska Kapellet) — симфонический оркестр Уппсальского университета в Швеции.
Основанный в 1627 году по приказу короля Густава II Адольфа, королевский академический оркестр является самым старым из ныне действующих симфонических оркестров в Швеции и одним из старейших в Европе. Руководство оркестром осуществляется музыкальным руководителем университета (лат. director musices). В разные годы оркестром руководили такие известные шведские музыканты, как Хуго Альвен и Ларс Эрик Ларссон. Среди известнейших страниц истории оркестра — скандал во время выступления короля Густава IV Адольфа 3 апреля 1800 года, когда оркестр сыграл в его присутствии запрещённый в Швеции французский революционный гимн — Марсельезу.

## Музыкальные руководители
- Харальд Валлериус (1675—1690)
- Кристиан Целлингер (1690—1719)
- Эрик Бурман (1719—1727)
- Генрих Кристиан Энгельгардт (1727—1764)
- Нильс Литцелиус (1764—1783)
- Аксель Эрик Мелин (1784—1786)
- Юхан Литцелиус (1788—1790)
- Ларс Фредрик фон Лейель (1790—1808)
- Иоганн Кристиан Фридрих Хаффнер (1808—1833)
- Юхан Эрик Нордблом (1833—1838)
- Якоб Аксель Йосефсон (1838—1881)
- Ивар Эггерт Хегенблад (1881—1909)
- Вильгельм Стенхаммар (1909)
- Вильгельм Лундгрен (1909—1910)
- Хуго Альвен (1910—1939)
- Свен Эрик Эмануэль Свенссон (1939—1960)
- Ларс Эрик Ларссон (1961—1966)
- Карл Руне Ларссон (1967—1989)
- Пер-Оке Андерссон (1990—1999)
- Штефан Карпе (с 2000)